# Novilara-sztélé
A Novilara-sztélé az i. e. 5. vagy 6. században készült, Anconától északra, az Adriai-tenger partján fekvő Novilarában 1889-ben talált 64 cm magas és 45 cm széles homokkőtábla. Egyik oldalán ismeretlen nyelvű felirat található, a másikon vésett vadász- vagy pásztorjelenet. A közelében kőlaptöredékeket találtak, amelyek a pesaroi tengeri csatát ábrázolják. Az illír jellegű művészet – amely kevéssé volt kitéve az ókori Itália etruszk és görög szellemi hatásoknak – egyik kiemelkedő alkotása. Ma a római Museo Preistorico Pigorini tulajdonában van.

## A sztélé szövege
A rendkívül jó állapotban fennmaradt sztélé jobbról balra haladó 12 soros szövege tekercshez hasonló vésetben van elhelyezve, a szavak között szóelválasztó pontokkal. A pontok a sorok végén hiányoznak, emiatt a sorvégző és -kezdő szavak összetartozása bizonytalan.
| A szöveg háromféle átírásban | A szöveg háromféle átírásban      | A szöveg háromféle átírásban      | A szöveg háromféle átírásban          |
| ---------------------------- | --------------------------------- | --------------------------------- | ------------------------------------- |
| 1.                           | mimnis . edut . gaarestades       | mimniś . erut . gaareśtadeś       | mimniś . erút . caareś (.) tadeś      |
| 2.                           | rotnem . uvlin . partenus         | rotnem . úvlin . parten (.?) úś   | ro(t)nem . úvlin . part(en) . úś      |
| 3.                           | polem . isairon . tet             | polem . iśairon . tet             | polem . iśairon . tet                 |
| 4.                           | sut . trat . nesi . kruvs         | šut . tratneši . krúś             | šút . trat (.) neši. kr(úš/úví)       |
| 5.                           | tenag . trut . ipiem . rotnem     | tenag . trút . ipiem . rotneš     | ten(a)c . trút . ipiem . rotne(š/m)   |
| 6.                           | lutuis . θalu . isperion . vul    | túiś . θalú . iśperion . vúl      | lútúiś . θ(a)lú . iśperion . vúl      |
| 7.                           | tes . rotem . teu . aiten . tasur | teś . rotem . teú . aiten . tašur | teś . rotem . teú . aiten . tašúr     |
| 8.                           | soter . merion . kalatne          | śoter . meri/pon . kalatne        | śoter . merpon . kalatne              |
| 9.                           | nis . vilatos . paten . arn       | niś . vilatoś . paten . arn       | niś . vilatoś . paten . arn           |
| 10.                          | uis . balestenag . ands . et      | úis . baleśtenag . andś . et      | úiś . baleśtenac . andś . et          |
| 11.                          | ut . iakut . treten . teletau     | šut . l/iakut . treten . teletaú  | (š)út . (l)akút . treten . teletaú    |
| 12.                          | nem . polem . tisu . sotris . eus | nem . polem . tišu . śotriś . eúś | (ne)m . p(o)lem . tišú . śotriś . eúś |

Nyelvét jelenleg a főként a kelet-itáliai Picenum területén fennmaradt feliratok alapján azonosított, kihalt északi picénus nyelvvel azonosítják, melynek legjelentősebb emlékeként tartják számon. Bár a szöveg viszonylag könnyen átírható – annak ellenére, hogy az etruszk jellegű betűk közül nem mind azonosítható teljes biztonsággal) –, eddig egyetlen szavát sem sikerült megfejteni, ezért feltételezik, hogy nem indoeurópai nyelvről van szó.

## Külső hivatkozások
- La Stele di Novilara A felirat részletes elemzése fényképekkel, ábécével, a szöveg olvasható átírásával, megfejtési kísérlettel.
- Lingua e scrittura A pikén nyelv és nyelvemlékek részletes elemzései, kiterjedt bibliográfiával.
- East Italic A sztélé mindkét oldalának fényképe (angol)
- Novilara Stele remains a mystery. Kép a szöveg átírásával és nyelvi analízisével. (angol)
- Gill, N. S.: The Novilara Stele and the North Picene Language Archiválva 2008. szeptember 7-i dátummal a Wayback Machine-ben A sztélé leírása (angol)